# Морська піхота Таїланду

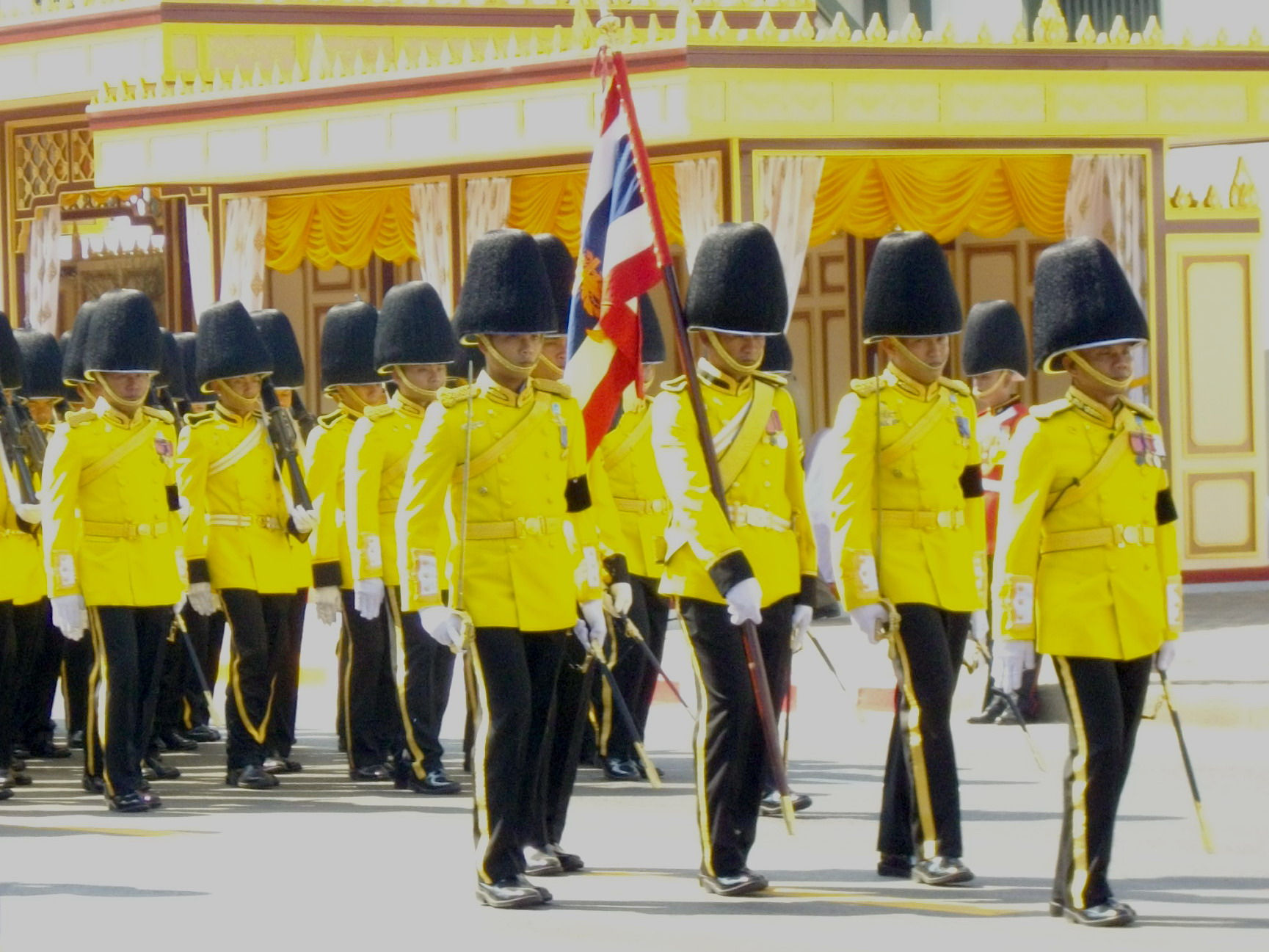
Тайська морська королівська варта (повний однострій) у процесії королівської кремації ЇКВ Принцеси Галяні Вадхана

Королівський тайський корпус морської піхоти (тай. ราชนาวิกโยธินแห่งราชอาณาจักรไทย) — морська піхота в складі військово-морських сил Таїланду. Королівський тайський корпус морської піхоти було засновано в 1932 році, коли, за допомоги Корпусу морської піхоти США було сформовано перший батальйон. Його було розгорнуто до полку в 1940 році й застосовано у боротьбі з комуністичними партизанами протягом 1950-х та 1960-х років. У 1960-х Корпус морської піхоти США надавав допомогу у його розгортанні в бригаду. наступний бойовий досвід тайська морська піхота отримала на Малайзійському кордоні у 1970-х, та зараз має в своєму складі дві бригади.

## Організація
- управління (штаб) корпусу;
- 3 полки морської піхоти з 9 батальйонами (4 батальйони становлять Королівську Гвардію),
- 1 артилерійський полк морської піхоти з 3 дивізіонами артилерії та 1 дивізіоном зенітної артилерії,
- 1 штурмовий батальйон,
- 1 розвідувальний батальйон (сформований у 1965, включає бойових собак[en] та панцерники V-150).